# Əziz Əliyev
Əziz Məmmədkərim oğlu Əliyev (ur. 1 stycznia 1897 w Erywaniu, zm. 27 lipca 1962 w Baku) – polityk Azerbejdżańskiej SRR, przewodniczący Rady Najwyższej Azerbejdżańskiej SRR (1941–1944).

## Życiorys
Od 1926 należał do WKP(b), w 1929 został dyrektorem Azerbejdżańskiego Instytutu Klinicznego, później do 1937 był rektorem Azerbejdżańskiego Państwowego Instytutu Medycznego, a w 1937 rektorem Azerbejdżańskiego Uniwersytetu Państwowego. W 1938 otrzymał tytuł doktora nauk medycznych, od 21 lipca 1938 do 17 maja 1940 był sekretarzem Prezydium Rady Najwyższej Azerbejdżańskiej SRR, od 1939 ludowym komisarzem ochrony zdrowia Azerbejdżańskiej SRR, a 1941-1942 III sekretarzem Komunistycznej Partii (bolszewików) Azerbejdżanu. Od 7 kwietnia 1941 do 6 marca 1944 był przewodniczącym Rady Najwyższej Azerbejdżańskiej SRR, jednocześnie od 27 września 1942 do 3 grudnia 1948 I sekretarzem Dagestańskiego Komitetu Obwodowego WKP(b), w 1942 został przewodniczącym Miejskiego Komitetu Obrony w Machaczkale, 1948–1949 uczył się na kursach przy KC WKP(b). W latach 1949–1950 był inspektorem KC WKP(b), 1950–1951 I zastępcą przewodniczącego Rady Ministrów Azerbejdżańskiej SRR, 1952–1956 dyrektorem Naukowo-Badawczego Instytutu Ortopedii i Chirurgii Odtwórczej Akademii Nauk Azerbejdżańskiej SRR, w latach 1956 został profesorem, 1956–1962 był dyrektorem Azerbejdżańskiego Instytutu Doskonalenia Lekarzy. Jego córka była zamężna z Heydərem Əliyevem.

## Odznaczenia
- Order Lenina (dwukrotnie)
- Order Wojny Ojczyźnianej I klasy
- Order Czerwonego Sztandaru Pracy
- Zasłużony Lekarz Azerbejdżańskiej SRR (1960)